# Ликос (Константинополь)
Река Ликос или Лик (др.-греч. Λύκος), также известная как поток Байрампаша (тур. Bayrampaşa) в османские времена, была единственной рекой в пределах стен Константиполя и исторического центра Стамбула.
Название реки происходит от слова «волк» и было достаточно распространено в греческом мире как наименование рек, особенно с быстрым течением — имелось в виду, что вода бежит так быстро, как волк гонится за своей добычей. Проистекая из холмов Мальтепе в окрестностях Константинополя, Ликос проходил под Стенами Феодосия южнее Пятых военных ворот. Именно в долине реки османы нанесли основной удар во время осады города в 1453 году. Во времена Византии нижнее течение Ликоса от монастыря Липса до устья было убрано в трубу под землю. Река протекала на юго-восток через Воловий форум, где заворачивала на юг. Она впадала в Мраморное море в главном порту города, Элефтерия (гавань Феодосия). К XIII веку Элефтерия обмелела, во многом из-за принесенных Ликосом наносов, и больше не могла принимать крупные суда. Сам Ликос, на бассейн которого когда-то приходилась треть территории города внутри стен, из-за плотной застройки Стамбула окончательно пересох к 1960-м годам. В османское и турецкое время река была известна как «поток Байрампаша» в честь одноимённого района, через который она протекала вне древних стен.